# Hôtel de Granvelle
L'hôtel de Granvelle est un bâtiment, protégé des monuments historiques, situé à Maîche dans le département du Doubs.

## Localisation
L'édifice est situé au 6 rue du Petit-Granvelle à Maîche.

## Histoire
Le bâtiment fait l’objet d’une inscription au titre des monuments historiques depuis le 30 mai 1947. Cette protection concerne le portail d'entrée et les décorations intérieures du XVIIIe siècle.